# 1997 CT29
1997 CT29, também escrito como 1997 CT29, é um objeto transnetuniano (TNO) que está localizado no cinturão de Kuiper, uma região do Sistema Solar. Ele é classificado como um cubewano. Ele possui uma magnitude absoluta (H) de 6,8 e, tem um diâmetro estimado com cerca de 192 km, por isso é pouco provável que possa ser classificado como um planeta anão, devido ao seu tamanho relativamente pequeno.

## Descoberta
1997 CT29 foi descoberto no dia 02 de fevereiro de 1997 pelos astrônomos D. C. Jewitt, J. X. Luu e J. Chen, C. A. Trujillo.

## Órbita
A órbita de 1997 CT29 tem uma excentricidade de 0.026 e possui um semieixo maior de 43.925 UA. O seu periélio leva o mesmo a uma distância de 42.764 UA em relação ao Sol e seu afélio a 45.086.